# Heather Slade-Lipkin
Heather Slade-Lipkin   (26 de març de 1947 - 16 d'octubre de 2017) va ser una pianista, clavecinista i professora anglesa.
Heather Slade-Lipkin va néixer en una família de músics de Hoylake, Wirral, i als sis anys ja havia començat classes de piano formals. Aviat guanyà molts primers premis en festivals de música. Va estudiar amb, entre d'altres, Gordon Green, Clifton Helliwell, Kenneth Gilbert i Huguette Dreyfus.

## Carrera
Va ser professora de piano a la RNCM i professora visitant de piano a la "Chetham's School of Music". Va guanyar els primers premis al Concurs Nacional de Piano i al Concurs Nacional de Clavicèmbal i va ser finalista del Concurs Internacional Fortepiano de París. Va aparèixer com a solista de la CBSO i la BBC.
Entre els seus estudiants hi havia Stephen Hough, Stephen Coombs, Leon McCawley, Sophie Yates, Robert Markham, Stephen Gosling, Phillip Moore, Roderick Chadwick, Jason Ridgway, Jonathan Scott, James Willshire, Faith Leadbetter, Tim Horton, Miles Clery-Fox, Anna Markland, Sarah Nicolls, Helen Sherrah-Davies, Jane Ford, Robert Emery, Joy Morin, Julia Hartmann, Nellie Seng, David Moss, Julia Mocioc, Margaret Roberts, Jacqueline Leveridge, Eleanor Meynell, James May, Iain Clarke, Durness Mackay-Champion i Anna Michels.
Entre els enregistraments de Heather Slade-Lipkin hi ha Jean-Philippe Rameau: The Second Book of Pièces de Clavecins i Contrasts amb la mezzosoprano Marilena Zlatanou.
Va ser professora de piano al departament sènior del Royal Conservatoire of Scotland i va ser tutora de molts estudiants juniors d'èxit nacional i internacional.

## Mort
Slade-Lipkin va morir, a l'edat de 70 anys, a causa d'un càncer de pàncrees metastàtic.